# 24104 Вініссак
24104 Вініссак (24104 Vinissac) — астероїд головного поясу, відкритий 9 листопада 1999 року.
Тіссеранів параметр щодо Юпітера — 3,594.